# Tinhosa Pequena

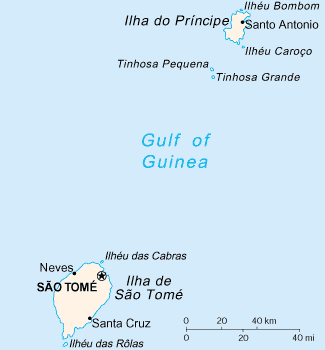
Mapa de Santo Tomé y Príncipe.

Tinhosa Pequena o Tiñosa Pequeña es un islote que pertenece al país de Santo Tomé y Príncipe, en el archipiélago de Pedras Tinhosas, en el Golfo de Guinea. El islote se encuentra a 20 km al sudoeste de la isla de Príncipe y al norte de Tinhosa Grande. No hay población permanente.
- Datos: Q944832